# 阿勒里
阿勒里（法語：Allery，法語發音：[alʁi]）是法国上法蘭西大區索姆省的一个市镇，属于阿布维尔区。

## 地理
阿勒里（49°57'52"N, 1°54'0"E）面积13.07 平方千米，位于法国上法蘭西大區索姆省，该省份为法国北部沿海省份，北起加来海峡省和北部省，西接滨海塞纳省和大西洋英吉利海峡，南至瓦兹省，东临埃纳省。
与阿勒里接壤的市镇（或旧市镇、城区）包括：维里欧蒙、艾赖讷、阿朗库尔、厄库尔-克罗夸松、梅雷勒萨尔、梅蒂尼、韦尔日。
阿勒里的时区为UTC+01:00、UTC+02:00（夏令时）。

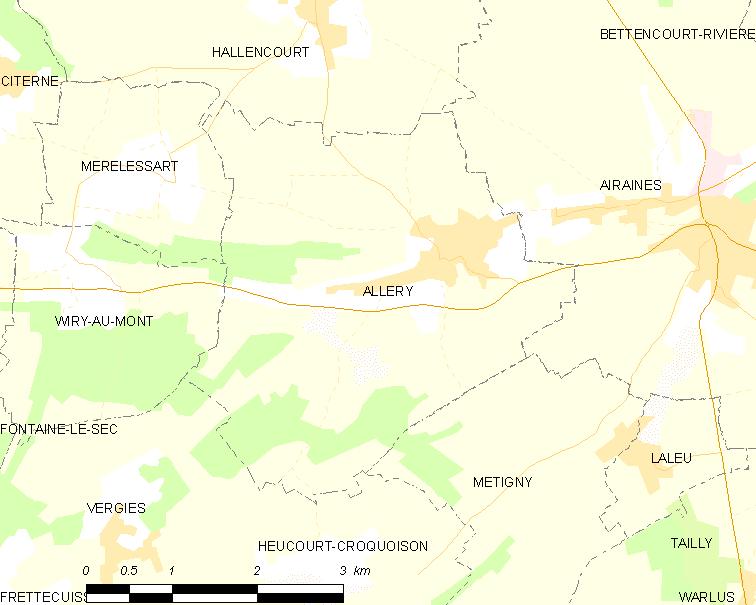
阿勒里的OSM定位图

## 行政
阿勒里的邮政编码为80270，INSEE市镇编码为80019。

## 政治
阿勒里所属的省级选区为加马什县。

## 人口

1962-2008年间阿勒里人口变化图示

阿勒里于2022年1月1日时的人口数量为826人。